# نایدرهولابرون
نایدرهولابرون (به آلمانی: Niederhollabrunn) یک منطقهٔ مسکونی در اتریش است که در ناحیه کورنویبورگ واقع شده‌است. نایدرهولابرون ۱٬۴۹۵ نفر جمعیت دارد.